# Ігнатенко Павло Миколайович
Павло́ Микола́йович Ігна́тенко (нар. 2 червня 1973, м. Ніжин, Чернігівська область) — український політик. Народний депутат 4-го скликання. Міністр охорони навколишнього природного середовища України (2005–2006). Заступник Секретаря Ради національної безпеки і оборони України (липень 2009 — квітень 2011); був членом Ради НС «Наша Україна» (з березня 2005).

## Освіта
Київський державний економічний університет (1994), економіст, «Фінанси та кредит».

## Трудова діяльність
- 1995–2000 — керівний директор ЗАТ «Альфа Капітал», м. Київ.
- 2001–2002 — головний спеціаліст, керівник проєктів ЗАТ «Альфа-Банк», м. Київ.

## Політична діяльність
Народний депутат України 4-го скликання з квітня 2002 до березня 2005 від Блоку Віктора Ющенка «Наша Україна», № 38 в списку. На час виборів: керівник проєктів ЗАТ «Альфа-Банк», безпартійний. Член фракції «Наша Україна» (з травня 2002). Член Комітету з питань боротьби з організованою злочинністю і корупцією (з червня 2002), член Спеціальної контрольної комісії з питань приватизації (з червня 2002). Склав депутатські повноваження 3 березня 2005.
4 лютого 2005 — 4 серпня 2006 — міністр охорони навколишнього природного середовища України. Під його керівництвом в квітні 2006 року було проведено тендер на розробку Прикерченської нафтогазоносної ділянки Чорного моря, в якому перемогла компанія Vanco International.
Вересень 2006 — листопад 2008 — радник Президента України.
Державний службовець 1-го рангу (з грудня 2006).

## Особисте життя
```
Син Олександр (
1999
).
```